# Liudmil Todorov
Liudmil Todorov Todorov (en búlgar, Людмил Тодоров Тодоров) és un escriptor, actor, guionista i director de cinema búlgar.

## Biografia
Va néixer a Gorna Oriahovitsa el 12 de gener de 1955. Es va graduar a la Geo Milev English High School a Ruse, i el 1982 es va especialitzar en direcció de cinema a la classe de Georgi Dyulgerov i Mladen Kiselov a l'Acadèmia Nacional de Teatre i Arts Cinematogràfiques Krastio Sarafov.
Està casat amb la traductora i poetassa Zlatna Kostova, amb qui tenen un fill: el traductor Matei Todorov.
Va morir el 22 de novembre de 2023.

## Filmografia
Com a director i guionista
- Migratsiata na palamuda (2012)
- Xivatxki (2007)
- Emigranti (2002)
- Dvama mŭzhe izvŭn grada (1998)
- Priatelite na Emilia (1996)
- Lyubovnoto lyato na edin l’okhman (1990)
- Byagashti kucheta (1989)
- Tsvetove v tŭmninata (1987)

Com a actor
- Partxeta liubov (1989)
- Jivot do poiskvane (1987) – Operador
- Mera spored mera (1981), 7 episodis– Guiorgui Mutxitano
- Na vseki kilometŭr (1969 – 1971), 26 episodis

## Reconeixements
- Premi a la millor pel·lícula al Festival Internacional de Cinema Gai i Lésbic, Torí, 1990 per la pel·lícula Lyubovnoto lyato na edin l’okhman (1990)
- Premi FIPRESCI del Festival Internacional de Cinema de Tessalònica, 1997 per la pel·lícula Priatelite na Emilia (1996)
- Premi a la millor pel·lícula búlgara del Festival Internacional de Cinema de Sofia, 2003 per la pel·lícula Emigranti (2002)